# Robert Brinsley Burbidge
Robert Brinsley Burbidge ( 1943) es un botánico inglés, especialista en la taxonomía de la familia Alliaceae, con énfasis en el género Tulbaghia .
Ha desarrollado expediciones botánicas a Colombia.

## Algunas publicaciones
- 1974. A Dictionary of British Flower, Fruit, and Still Life Painters, v. 1. Ed. ilustrada de F. Lewis, 40 p. ISBN 0853170169, ISBN 9780853170167

- 1970. Cytotaxonomic Studies in the Genus Tulbaghia. Ed. Univ. of Edinburgh

## Honores
En 1980 fue elegido miembro de la Royal Society.
- La abreviatura «R.B.Burb.» se emplea para indicar a Robert Brinsley Burbidge como autoridad en la descripción y clasificación científica de los vegetales.[6]